# Family Circle Cup 2014
Volvo Car Open 2014 - жіночий тенісний турнір, що проходив на кортах з ґрунтовим покриттям. Належав до категорії Premier у рамках Туру WTA 2014. Це був 42-й за ліком турнір. Відбувся в Family Circle Tennis Center на Daniel Island у Чарлстоні (США). Тривав з 31 березня до 6 квітня 2014 року.

## Очки і призові гроші

### Розподіл очок
| Дисципліна       | П   | Ф   | ПФ  | ЧФ  | 1/8 | 1/16 | 1/32 | Q   | Q2  | Q1  |
| Одиночний розряд | 470 | 305 | 185 | 100 | 55  | 30   | 1    | 25  | 13  | 1   |
| Парний розряд    | 470 | 305 | 185 | 100 | 1   | Н/Д  | Н/Д  | Н/Д | Н/Д | Н/Д |

### Розподіл призових грошей
Сукупний гарантований призовий фонд турніру становив $710,000
| Дисципліна       | П        | F       | ПФ      | ЧФ      | 1/8    | 1/16   | 1/32   | Q2     | Q1   |
| Одиночний розряд | $120,000 | $64,000 | $31,510 | $16,200 | $8,400 | $4,300 | $2,200 | $1,000 | $600 |
| Парний розряд    | $38,000  | $20,000 | $11,000 | $5,600  | $3,035 | Н/Д    | Н/Д    | Н/Д    | Н/Д  |

## Учасниці основної сітки в одиночному розряді

### Сіяні
| Країна     | Гравчиня          | Рейтинг1 | Сіяна |
| ---------- | ----------------- | -------- | ----- |
| США        | Серена Вільямс    | 1        | 1     |
| Сербія     | Єлена Янкович     | 6        | 2     |
| Італія     | Сара Еррані       | 10       | 3     |
| Німеччина  | Сабіне Лісіцкі    | 15       | 4     |
| США        | Слоун Стівенс     | 16       | 5     |
| Канада     | Ежені Бушар       | 19       | 6     |
| Австралія  | Саманта Стосур    | 20       | 7     |
| Румунія    | Сорана Кирстя     | 26       | 8     |
| Чехія      | Луціє Шафарова    | 27       | 9     |
| Росія      | Марія Кириленко   | 29       | 10    |
| США        | Вінус Вільямс     | 31       | 11    |
| Словаччина | Даніела Гантухова | 33       | 12    |
| Росія      | Олена Весніна     | 35       | 13    |
| Німеччина  | Андреа Петкович   | 37       | 14    |
| США        | Медісон Кіз       | 38       | 15    |
| КНР        | Ч Шуай            | 41       | 16    |

- 1 Рейтинг подано станом на 17 березня 2014

### Інші учасниці
Нижче наведено учасниць, які отримали вайлд-кард на участь в основній сітці:
- Мелані Уден
- Надія Петрова
- Шелбі Роджерс

Учасниця, що потрапила в основну сітку завдяки захищеному рейтингові:
- Петра Цетковська

Нижче наведено гравчинь, які пробились в основну сітку через стадію кваліфікації:
- Белінда Бенчич
- Кікі Бертенс
- Ярміла Ґайдошова
- Алла Кудрявцева
- Мішель Ларшер де Бріту
- Грейс Мін
- Леся Цуренко
- Чжен Сайсай

### Знялись з турніру
До початку турніру
- Алізе Корне → її замінила  Каролін Гарсія
- Кейсі Деллаква → її замінила  Діна Пфіценмаєр
- Полона Герцог → її замінила  Віржіні Раззано
- Світлана Кузнецова → її замінила  Анабель Медіна Гаррігес
- Бетані Маттек-Сендс (травма стегна) → її замінила  Міряна Лучич-Бароні
- Анастасія Павлюченкова → її замінила  Юлія Глушко
- Галина Воскобоєва → її замінила  Юлія Гергес

### Завершили кар'єру
- Кікі Бертенс (травма поперекового відділу хребта)

## Учасниці основної сітки в парному розряді

### Сіяні
| Країна            | Гравчиня          | Країна    | Гравчиня             | Рейтинг1 | Сіяна |
| ----------------- | ----------------- | --------- | -------------------- | -------- | ----- |
| Китайський Тайбей | Сє Шувей          | КНР       | Пен Шуай             | 3        | 1     |
| Чехія             | Квета Пешке       | Чехія     | Луціє Шафарова       | 24       | 2     |
| США               | Ракель Копс-Джонс | США       | Абігейл Спірс        | 36       | 3     |
| Німеччина         | Юлія Гергес       | Німеччина | Анна-Лена Гренефельд | 41       | 4     |

- 1 Рейтинг подано станом на 17 березня 2014

### Інші учасниці
Нижче наведено пари, які отримали вайлдкард на участь в основній сітці:
- Ежені Бушар /  Тейлор Таунсенд
- Сорана Кирстя /  Марія Кириленко
- Єлена Янкович /  Андреа Петкович

Наведені нижче пари отримали місце як заміна:
- Ярміла Ґайдошова /  Чжен Сайсай

### Знялись з турніру
До початку турніру
- Барбора Стрицова (травма лівого зап'ястка)

### Завершили кар'єру
- Пен Шуай (abdominal strain)
- Анастасія Родіонова (concussion)

## Переможниці

### Одиночний розряд
- Андреа Петкович —  Яна Чепелова 7–5, 6–2

### Парний розряд
- Анабель Медіна Гаррігес /  Ярослава Шведова —  Чжань Хаоцін /  Чжань Юнжань 7–6(7–4), 6–2